# Мартина, Сильвиано
Сильвиано Мартина (итал. Silvano Martina; родился 20 марта 1953 года, Сараево, СФРЮ) — итальянский футболист, имеющий также боснийское гражданство, вратарь, футбольный агент ряда известных футболистов, таких как: Неманья Видич, Джанлуиджи Буффон, Эдин Джеко.

## Карьера
Сильвиано родился в Сараево в семье фриульского происхождения, которая переехала в Боснию, поскольку дед Мартины был подданным Австро-Венгерской империи. В 1965 году, в возрасте двенадцати лет, вернулся в Италию со своей семьёй и начал свою карьеру в качестве футболиста. Среди друзей детства был Мито Джеко, отец Эдина, который, в свою очередь, стал будущим клиентом Мартины. Будучи воспитанником миланского «Интера», сыграл за клуб в чемпионате лишь однажды — 6 мая 1973 года в матче с «Палермо». В следующем году был отдан в аренду в «Самбенедеттезе», затем — в «Варезе».